# Chris Kanyon
Chris Klucsarits (4. januar 1970 – 2. april 2010) var en amerikansk fribryder, der blev kendt hos World Championship Wrestling som Chris Kanyon. 

## Biografi

### Tidlige år
Chris Kanyon trænede hos Wild Samoan Wrestling School i Philadelphia, Pennsylvania sammen med bl.a. Billy Kidman. De to wrestlede sammen i forskellige forbund, hvor de kæmpede i Ishockey tøj. Han wrestlede ofte for WWF som en jobber. 

### World Championship Wrestling
Chris Kanyon ankom i WCW i 1995 og dannede et tag team med Mark Starr som Men at Work. Her kæmpede de i konstruktion arbejderes uniformer, og tog mål af deres modstandere i ringen. I 1997 blev Kanyon til Mortis, og wrestlede i gotisk tøj og maske. Figuren mindede om en figur fra Mortal Combat spillet. Mortis taggede med Glacier, der også var baseret på en Mortal Combat figur. Men så debuterede Wrath i WCW, og han angreb Glacier, og i stedet tilsluttede Mortis sig Wrath. Glacier tilsluttede sig Ernest Miller, og det blev begyndelsen på fejden Blood Runs Cold. Da fejden mellem de fire sluttede, prøvede Kanyon at blive medlem af Raven's Flock, men han fejlede da han ikke kunne besejre Diamond Dallas Page. Kanyon hjalp dog alligevel gruppen, mod bl.a. Perry Saturn. I 1999 dannede han The Jersey Triad sammen med Bam Bam Bigelow og Diamond Dallas Page. De vandt WCW Tag Team titlerne, og fik lov til af Ric Flair at forsvare titlerne som en trio, hvilket gav dem en stor fordel. Gruppen blev opløst i efteråret 1999, og Kanyon forlod kort WCW for at være stunt kordinator på Ready to Rumble filmen, hvor han også selv var Oliver Platts stuntmand. Da Chris Kanyon vendte tilbage blev han Chris "Champagne" Kanyon, og spillede en alfons agtig rolle, med dyre pelsfrakker, kvinder og champagne naturligvis. Rollen blev dog droppet da man mente den mindede for meget om en figur i WWF (The Godfather). Da Vince Russo og Eric Bischoff overtog WCW i april 2000 blev han automatisk medlem af New Blood, men Kanyon vendte New Blood ryggen for at støtte sin bedste ven, DDP, der var medlem af Millionaire's Club. Han indledte en fejde med Mike Awesome, og Awesome endte med at smadre Kanyons ryg, da han smed ham ned fra et bur, efter Kanyon havde forsøgt at hjælpe DDP. Kanyon blev de næste mange uger set i nakke beskytter på et hospital, og der var tvivl om han ville komme til at gå igen. Ved WCW Great American Bash 2000 kæmpede DDP mod Mike Awesome, og Kanyon så på fra en rullestol. Men pludselig rejste Kanyon sig og angreb DDP, og afslørede et fupnummer. De næste mange måneder kopierede Kanyon DDP, ved at klæde sig ud som ham og kalde sig Positively Kanyon. Han rendte rundt og lavede DDP's finisher på alle, hvilket endte med en fejde mod Buff Bagwell. Herefter forsvandt Kanyon i en længere periode fra WCW. Han kom tilbage i 2001 som en bad guy, mod bl.a. DDP og Ernest Miller. 

### World Wrestling Federation/Entertainment
Kanyon var en af de folk der blev tilbudt en kontrakt af WWE da WCW blev opkøbt. Her udråbte han sig selv som Alliance MVP og brugte sætningen "Who Bettah' Than Kanyon?" Kanyon taggede igen med DDP, ofte mod The Undertaker og Kane, og det lykkedes dem at vinde WCW Tag Team titlerne igen. De mødte Undertaker og Kane i et bur, ved Summerslam 2001. Kanyon blev skadet og var ude i lang tid. Da han kom tilbage i 2002 fik han endnu en skade. Han kæmpede meget sjældent i resten af sin WWE tid, og blev fyret i 2004. 

### Efter wrestling
Kanyon stoppede i wrestling, efter få optrædener for små forbund, og et enkelt i TNA som Chris K. I 2006 sprang han ud som homoseksuel. Han døde i 2010.